# Transatlantic
Transatlantic is een progressieve-rock-supergroep opgericht in 1999 door zanger-toetsenist Neal Morse (voormalig lid van Spock's Beard) en drummer Mike Portnoy (lid van Dream Theater).

## Biografie
Drummer Mike Portnoy liep enige tijd rond met het idee een nieuwe progressieve supergroep op te richten.
Door de complexiteit en de meer progressieve-metalkant van de muziek die zijn toenmalige band Dream Theater maakte, kon hij zich in zijn eigen band niet wijden aan de oude progressieve rock uit de jaren 70.
Samen met toenmalig Spock's Beard-voorman Neal Morse benaderden zij Jim Matheos (Fates Warning) als gitarist voor de band, maar Matheos had destijds andere bezigheden en kon hierdoor niet deelnemen aan het project. Flower Kings-gitarist-zanger Roine Stolt en bassist Pete Trewavas (Marillion) werden benaderd voor respectievelijk gitaar en basgitaar.
Met name door de bekendheid van alle afzonderlijke bandleden werd Transatlantic meteen vanaf het eerste album SMPTe een groot succes in de progressieve-rockwereld. Een tournee door de Verenigde Staten volgde en ook een eerste video Live in America.
Op het tweede album Bridge Across Forever staan slechts vier nummers. Desondanks duurt de cd toch bijna 80 minuten. Het hoogtepunt voor de band en van vele liefhebbers is het laatste nummer op dit album Stranger in Your Soul.
Ook na dit album volgde een tournee en een dvd, Live in Europe, opgenomen in 013 in Tilburg. Daniel Gildenlöw van de band Pain of Salvation is hierbij te zien en te horen als gastmuzikant op gitaar en toetsen en als zanger. Op deze dvd zijn bijna alle nummers uit het oeuvre van de band vertegenwoordigd en tevens werd in het nummer Suite Charlotte Pike de complete Abbey Road Suite van The Beatles verweven. Als tweede toegift werd een cover gespeeld van Pink Floyd, Shine on You Crazy Diamond.
Alle leden van de groep schrijven en werken mee aan het materiaal. In de beginperiode waren met name Morse en in mindere mate Stolt de prominente schrijvers, maar op de latere albums wordt de rol van Portnoy en met name ook Trewavas groter.
Op 16 april 2009 werd officieel bekendgemaakt dat de band weer bij elkaar was gekomen om te werken aan een derde studioalbum, getiteld The Whirlwind. Het album kwam uit op 26 oktober 2009.
In 2010 toerde de band met dit nieuwe album door Europa, wederom samen met Gildenlöw.
Begin 2014 kwam het vierde album van de band Kaleidoscope uit en volgde wederom een wereldwijde tournee. Vaste gastspeler Gildenlöw werd wegens ziekte vervangen door Ted Leonard van de band Spock's Beard.
In 2019 en 2020 werkte de band aan een nieuw album welke op 5 februari 2021 in twee uitvoeringen verscheen onder de titel The Absolute Universe.
In 2022 ondernam de band een afscheidstoer. De show in Parijs werd opgenomen en uitgebracht als The Final Flight: Live At L’Olympia

## Discografie

### Studioalbums
- SMPT:e (2000)
- Bridge Across Forever (2001)
- The Whirlwind (2009)
- Kaleidoscope (2014)
- The Absolute Universe-Forevermore en The Absolute Universe-The Breath of Life (2021)

### Livealbums
- Live in America (2001)
- Live in Europe (2003)
- Whirld Tour live in London (2010)
- More Never Is Enough: Live In Manchester & Tilburg 2010 (2011)
- KaLIVEoscope (2014)
- The Final Flight: Live at L'Olympia (2023)

### Anders
- Neal Morse - The Transatlantic Demos (2003)
- SMPT:e - The Roine Stolt Mixes (2003)

## Videografie
- Live In America + Building The Bridge (DVD, 2005)
- Live In Europe (2003)
- Live In Europe Limited Edition (2003)
- Building The Bridge (video, 2002)
- Live In America (video, 2001)
- Whirld Tour live in London (2010)
- Whirld Tour live in London 5-disc Limited Edition (2010)
- KaLIVEoscope (2014)
- The Final Flight: Live at L'Olympia (2023)

## Hitlijsten

### Albums
| Album met eventuele hitnotering(en) in de Nederlandse Album Top 100 | Datum van verschijnen | Datum van binnenkomst | Hoogste positie | Aantal weken | Opmerkingen |
| ------------------------------------------------------------------- | --------------------- | --------------------- | --------------- | ------------ | ----------- |
| The whirlwind                                                       | 23-10-2009            | 31-10-2009            | 40              | 3            |             |

### Dvd's
| Dvd's met hitnoteringen in de Nederlandse Music Top 30 | Datum van verschijnen | Datum van binnenkomst | Hoogste positie | Aantal weken | Opmerkingen |
| ------------------------------------------------------ | --------------------- | --------------------- | --------------- | ------------ | ----------- |
| An evening with Transatlantic - Whirlwind tour 2010    | 2010                  | 13-11-2010            | 11              | 3            |             |
| KaLIVEoscope                                           | 2014                  | 01-11-2014            | 3               | 2            |             |

## Bandleden
- Neal Morse - zang, keyboard, gitaar
- Mike Portnoy - drums, zang
- Roine Stolt - gitaar, keyboard, zang
- Pete Trewavas - basgitaar, zang

### Extra bandlid (liveshows)
- Daniel Gildenlöw - gitaar, zang, keyboard, percussie
- Ted Leonard - gitaar, zang, keyboard, percussie tijdens de Kaliveoscope Tour 2014 wegens ziekte van Gildenlöw